# Sigismund Stern
Sigismund Stern (* 2. Juli 1812 in Karge, Provinz Posen; † 9. Dezember 1867 in Frankfurt am Main) war ein deutsch-jüdischer Pädagoge und Schriftsteller.

## Leben
Sigismund Stern wurde im Juli 1812 als Sohn eines jüdischen Kaufmanns in der preußischen Kleinstadt Karge, heute Kargowa, geboren. In seiner ersten Jugendzeit widmete er sich dem Studium des Talmud, besuchte das Gymnasium zu Groß-Glogau und später das Joachimsthalsche Gymnasium zu Berlin, das er Ostern 1831 mit der Reifeprüfung abschloss. Anschließend studierte er Philosophie und Pädagogik an der Universität Berlin. Seine Lehrer waren u. a. Georg Wilhelm Friedrich Hegel, Friedrich Wilhelm Joseph Schelling und Friedrich Schleiermacher. Im Herbst 1834 wurde Stern mit der Arbeit Vorläufige Grundlegung zu einer Sprachphilosophie promoviert. Nach Abschluss des Studiums wurde er am 1. Juli 1835 Lehrer an der „Höheren Schul- und Pensionsanstalt für Knaben“ in Berlin. Hier trat er die Nachfolge von Isaak Markus Jost an, der kurz zuvor an das Philanthropin nach Frankfurt am Main gewechselt war.
Sigismund Stern war ein Verfechter und Begründer des liberalen Judentums. Durch seine Anfang 1845 gehaltenen Vorlesungen über „die Aufgabe des Judenthums“ erzielte er eine Breitenwirkung in Berlin und darüber hinaus. Die Vorlesungen waren ein wesentlicher Impuls zur Gründung der „Genossenschaft für die Reform des Judenthums“, aus der später die „Jüdische Reformgemeinde zu Berlin“ entstanden ist. 1844 nahm Sigismund Stern als Sprecher der Berliner Jüdischen Gemeinde an der Rabbinerversammlung in Frankfurt am Main teil.
Die Jüdische Reformgemeinde zu Berlin übertrug Stern auch das Präsidium. In dieser Eigenschaft überarbeitete er das Gebetbuch, organisierte den Gottesdienst und war gleichzeitig nach Aufgabe seiner Pensionsanstalt Lehrer an der von der Reformgenossenschaft gegründeten Religionsschule.
Er war für seine Reformideen u. a. durch „Vorlesungen über die Geschichte des Judenthums“ und über „die Religion des Judenthums“.
1852 veröffentlichte er eine Sammlung von zahlreichen Biographien u. a. von Louis-Philippe I., Klemens Wenzel Lothar von Metternich, Friedrich Wilhelm IV., Lajos Kossuth, Giuseppe Mazzini, Alphonse de Lamartine, Heinrich von Gagern, Erzherzog Johann von Österreich sowie Essays über die soziale Bewegung, die religiöse Bewegung, die Revolution, die konstituierenden Versammlungen, das Volk und die Militärdiktatur. Die Publikation ist eine Zusammenfassung von 22 Lieferungen, die seit dem Jahre 1851 ausgeliefert wurden.
1855 wurde er als Nachfolger von Michael Hess Direktor des Philanthropin, der Realschule der israelitischen Gemeinde in Frankfurt am Main. Hier entfaltete er eine intensive pädagogische und schriftstellerische Tätigkeit. Sein Konzept einer pädagogischen Schulreform stellte er 1855–1867 in den „Programmheften“ der Anstalt der Öffentlichkeit vor. Er beteiligte sich u. a. als Mitglied an der allgemeinen deutschen Lehrerversammlung. In zahlreichen Reden warb er für seine liberale Auffassung des Judentums.
Sigismund Stern war Mitglied des Gesetzgebenden Körpers der Freien Stadt Frankfurt.
Sigismund Stern starb im Alter von nur 55 Jahren in Frankfurt am Main. Er war seit Februar 1836 mit Ida Fürstenberg aus Berlin verheiratet. Aus der Ehe sind ein Sohn und sechs Töchter, darunter die Tochter Rosa Stern, hervorgegangen. Der Psychologe William Stern war ein Enkel.

## Veröffentlichungen
- 1835: Vorläufige Grundlegung zu einer Sprachphilosophie. Bechtold und Hartje, Berlin (uni-frankfurt.de).
- 1840: Lehrbuch der allgemeinen Grammatik. Verlag von Carl Hepmann, Berlin (archive.org).
- 1845: Die Aufgabe des Judenthums und des Juden in der Gegenwart. Acht Vorlesungen, gehalten in Berlin, 15. Jan. bis 12. März 1845. Buchhandlung des Berliner Lesecabinets, Berlin (uni-frankfurt.de).
- 1845: Die gegenwärtige Bewegung im Judenthum, ihre Berechtigung und ihre Bedeutung. Verlag von Carl J. Alemann, Berlin.
- 1850: Die Geschichte des deutschen Volkes in den Jahren 1848 und 1849. In zwölf Vorträgen (gehalten in Berlin). Verlag von Friedrich Gerhard, Berlin.
- 1852: Die Zeitgenossen. Geschichte der Gegenwart in vergleichenden Biographien. Verlag von Rudolph Liebmann, Berlin.
- 1853: Die Religion des Judenthums in acht Vorlesungen. Verlag von A. Bernstein, Berlin (uni-frankfurt.de).
- 1855: Stein und sein Zeitalter. Ein Bruchstück aus der Geschichte Preußens und Deutschlands in den Jahren 1804 – 1815. Brockhaus, Leipzig.
- 1857: Geschichte des Judenthums von Mendelssohn bis auf die Gegenwart, nebst einer einleitenden Ueberschau der älteren Religions- und Kulturgeschichte. Literarische Anstalt, Frankfurt am Main.
- 1859: Der weibliche Beruf und die Erziehung für derselben. Verlag Baist, Frankfurt am Main.
- 1860: Habsburg und Hohenzollern. Oestreich und Preußen in ihrem Verhältniß zu Deutschland und zu den Interessen deutscher Nation. Verlag von Julius Springer, Berlin.
- 1867: Die häusliche Erziehung. Brockhaus, Leipzig.